# Magnus Berg
Magnus Berg (28. november 1666-31. marts 1739) var en norsk billedskærer og maler, virksom ved det danske hof.
Berg var født i Norge, men hans fødested kendes ikke med sikkerhed. Rimeligvis var han fra Hedemarken i Romsdals præstegæld. Som yngling kom han i tjeneste hos statholderen i Norge Ulrik Frederik Gyldenløve, og da denne opdagede bondeknøsens sjældne anlæg for udskæring i træ, sendte han ham ned til Danmark, hvor Christian 5. mente at gjøre en maler eller i det mindste en habil ridsemester (tegnelærer) af ham og derfor lod ham komme under hofskildreren Peder Andersens hånd. I dennes værksted på Frederiksborg havde Berg meget at døje, thi Peder Andersen var en såre skrap og stræng læremester, og der meldes, at han stundum trakterede sin elev på en grumme slem måde. 
Imidlertid holdt Berg ud hos sin mester omtrent til dennes død, men nogen større maler blev der, som læreren havde forudsagt, aldrig af ham, om end kongen lod ham opholde sig nogle år i Frankrig og Italien, og det har næppe sin rigtighed med, hvad Bergs biograf Naaman Prehn påstår, at Bergs talent for og fremgang i malerkunsten var så stor, at det vakte lærerens misundelse. Hvad Berg ydede i malerkunsten, var kun ubetydeligheder, mest gråt i gråt, ornamenter, kroner og sceptere og desliges, og hans malerier bleve lidet estimerede, også af andre end hans misundere.
Berg kunne glæde sig ved Christian V’s og navnlig ved overkammerjunker Adam Levin Knuths gunst, og da hans fordums læremester Peder Andersen straks efter Bergs afrejse til udlandet var død, blev Berg efter sin hjemkomst fra Rom – hvorfra han medbragte 4 stykker – (1699) hans efterfølger og fik den afdødes værksted på Frederiksborg. Han blev imidlertid kun meget lidet sysselsat, og da Frederik IV, der som kronprins ikke i nogen særlig grad havde yndet ham, blev konge, måtte Berg fraflytte sit atelier på Frederiksborg; dog beholdt han sin ringe årpenge som hofskildrer, hvorhos det pålagdes ham efter pagernes ridsemester Daniel Møllers død at være ridsemester for hofpagerne og de kongelige prinser, af hvilke sidste dog kun prins Vilhelm (død 1705) ses at have benyttet hans vejledning.
Som hofskildrer og hofridsemester med 400 Rdl. kurant årlig giftede nu Berg sig ind i en anset københavnsk borgerfamilie. Hans brud var en datter af rådmand Jens Kuur, og han kom ved dette giftermål i svogerskab med adskillige højt ansete københavnske borgere, som auktionsdirektør Kuur, Dr. Schlosser, præsten magister Friedenreich (d. 1726) og andre. Bergs ægteskab var imidlertid af såre kort varighed: hans hustru døde få måneder efter brylluppet, og han giftede sig ikke atter. Som enkemand opslog han nu sin bolig i en liden våning i Store Færgestræde hos den i Flensborg fødte klædekræmmer Vilhelm Prehn, hvis søn Naaman Henrik Prehn (død 1754) sluttede sig i nøje venskab til ham og efter hans død blev hans efterfølger i embedet som hofridsemester og hans biograf.
Berg har vistnok snart følt, at penselen ikke var det værktøj, der skulle bane ham vej til navnkundighed, og han greb derfor atter til sin ungdoms kniv, med hvilken han nu i den sidste snes år af sit liv fuldførte en række af værker, der for stedse ville sikre ham en af de ypperste pladser blandt alle tiders billedskærere. Disse i elfenben skårne arbejder er vel i parykstil, ofte sære i kompositionen, fulde af opstyltede allegorier og stundum også af vammel adoration af enevoldsherskerens magt og vælde, men de er udmærkede ved smagfuld og gratiøs anordning og navnlig ved en uovertræffelig fin og delikat udførelse, og det skønt mesteren allerede forholdsvis tidlig var svag og nervøs og rystede på hænderne, så han næppe kunde holde kniven. For at søge hjælp for sin svaghed drog han i 1722 til Pyrmont. Kuren der hjalp ham imidlertid ikke, eller i det mindste kun for en stund, som han nyttede til
en lille rundrejse i Mellemeuropa.
Han medførte på denne rejse adskillige af sine udskårne arbejder i elfenben; de bleve alle vegne beundrede som uovertræffelige mesterværker, og både i Wien og i Dresden afkøbte potentaterne ham adskillige af dem. Over Amsterdam, hvor Berg for egen regning indkøbte en del malerier af gode mestere, kom han tilbage til Danmark i 1723. Hvad han af sine arbejder ikke havde afhændet på sin rejse, og hvad hans hånd endnu frembragte fra hans hjemkomst til hans død, som og de billeder af hans lille malerisamling, kongen måtte ønske at eje, skænkede han kort før sin død til Christian 6., mod at hans løn som hofkunstner forhøjedes fra 400 til 600 Rdl. for hans levetid.
De fleste og ypperste af Bergs arbejder opbevares nu på Rosenborg. De indeholde dels bibelske fremstillinger – lige fra Evas skabelse til St. Hieronymus –, dels allegoriske: sanserne, årstiderne, sandheden og løgnen, dels endelig mytologiske sujetter. Særlig må nævnes et pragtfuldt hautrelief i elfenben: Frederik IV, omgiven af allegoriske figurer og symboler og bekranset af en nedsvævende genius med palmegren i hånden (1730), og en mægtig elfenbensvase med indfatning og ornamenter af forgyldt sølv, forestillende elementet Vandet. Denne vase var hans sidste værk, på den arbejdede han de sidste 12-14 år af sit liv.
Berg, der som yngre var af kolerisk temperament, blev med alderen mere og mere melankolsk og hengav sig til religiøse grublerier. Udbyttet af sine teologiske undersøgelser og spekulationer nedlagde han i et ikke ubetydeligt antal skrifter, af hvilke et par er blevne trykte, medens resten efter hans død forefandtes blandt hans efterladenskaber som manuskript og nu alle eller for største Delen findes i det Kongelige Bibliotek. Han døde, medtaget af brystsyge, svag og affældig, noget over 72 år gammel, uden tvivl i det Prehnske hus, så godt som i sin ven Naaman Prehns arme, og blev stedt til hvile i eller ved Helliggejstes Kirke. Hans portræt, malet af ham selv, bevares på Rosenborg.